# Lysipomia brachysiphonia
Lysipomia brachysiphonia är en klockväxtart som först beskrevs av Alexander Zahlbruckner, och fick sitt nu gällande namn av Franz Elfried Wimmer. Lysipomia brachysiphonia ingår i släktet Lysipomia och familjen klockväxter.
Artens utbredningsområde är Peru. Inga underarter finns listade i Catalogue of Life.